# Canthigaster solandri
Canthigaster solandri là một loài cá nóc. Chúng có chiều dài đến 11,5 cm. Loài cá nóc này sinh sống ở Ấn Độ Dương-Thái Bình Dương nhiệt đới: từ Đông Phi đến quần đảo Line và Tuamotu, phía bắc quần đảo Ryukyu, phía nam Nouvelle-Calédonie và Tonga, quần đảo Hawaii. Chúng có khả năng nhanh chóng điền đầy nước vào mình giống như một quả bóng nước, để bảo vệ mình khỏi các kẻ thù. Da của chúng cũng chứa một chất độc.